# Enrico V d'Inghilterra
Enrico V (in inglese Henry of Monmouth; Monmouth, 9 agosto o 16 settembre 1387 – Vincennes, 31 agosto 1422) fu re d'Inghilterra dal 1413 alla sua morte. Nonostante abbia regnato soltanto per nove anni, l'azione politico-militare esercitata da Enrico V fu assai notevole sullo scacchiere europeo, tanto da renderlo uno dei più popolari sovrani del Medioevo. Enrico, infatti, fu capace di portare nuovamente il Regno d'Inghilterra tra le prime potenze europee grazie alla brillante vittoria conseguita ad Azincourt sui francesi, in seguito alla quale riuscì a farsi nominare erede del trono di Francia.
Enrico, abile politico ed esperto amministratore, ebbe anche il merito di ricomporre, attraverso lo zio Enrico Beaufort, lo Scisma d'Occidente, stipulando con l'imperatore Sigismondo il trattato di Canterbury. La figura del sovrano fu eternata da William Shakespeare nel dramma omonimo, rimarcandone lo spirito affabile, nobile e profondamente religioso.

## Biografia

### Origine e anni giovanili

#### Educazione e ritratto psicologico
Enrico V nacque nel 1387, figlio maschio primogenito di Enrico Bolingbroke, conte di Derby e duca di Lancaster, e di Maria di Bohun. Il giovane Enrico, cresciuto dalla governante Johanna Waring, fu educato poi dallo zio, l'ecclesiastico e cancelliere dell'Università di Oxford Enrico Beaufort, in una serie di discipline inusuali per gli standard dell'epoca: musica, letteratura e lingua inglese e altre discipline umanistiche. Si è incerti se Enrico abbia studiato effettivamente al Queen's College, mentre è nota l'investitura a cavaliere da parte di re Riccardo II.

Per quanto riguarda il resto dell'infanzia di Enrico, non si hanno sufficienti fonti che ne attestino il carattere, gli studi superiori e la vita privata. La vita dissoluta e il successivo ravvedimento narrato da Shakespeare nel dramma storico omonimo sono, con tutta probabilità, prive di fondamento. Sicuramente non furono anni facili a causa dei dissidi politici tra il padre e Riccardo II e per il dolore subito in seguito alla perdita improvvisa della madre.

Enrico, Principe di Galles, mentre presenta un libro a John Mowbray, particolare di una miniatura, Londra, 1411-1413 circa, Arundel 38, f. 37

#### L'attività militare (1400-1408)
Il 1399 fu un anno fondamentale nella vita del giovane Enrico: il padre Enrico, rientrato in Inghilterra dopo essere stato esiliato da Riccardo II, si coalizzò con un gruppo di nobili insoddisfatti, depose il re plantageneto e si autoproclamò re con il nome di Enrico IV. Di conseguenza il figlio Enrico di Monmouth, che durante la ribellione paterna fu inviato con il fratello Tommaso al castello di Trim, fu designato Principe di Galles e avviato subito alla carriera militare. Poco più che sedicenne Enrico, in qualità di Principe di Galles, comandò le forze militari occupate a debellare le rivolte del 1403, capeggiate da Owain Glyndŵr, tenendolo occupato fino al 1408. Gli sforzi militari, però, non si rivolsero soltanto ai gallesi: alcuni nobili (tra cui i membri della famiglia dei Percy) e lo stesso Roberto III di Scozia si allearono con i rivoltosi per attaccare l'Inghilterra, approfittando della caduta del ramo principale dei Plantageneti e dell'ascesa del ramo cadetto dei Lancaster. Nel 1403, durante la battaglia di Shrewsbury, Enrico fu trafitto al volto da una freccia che gli entrò nel cranio, ma si salvò miracolosamente dopo due interventi chirurgici, poiché il dardo, per pochi millimetri, non aveva leso né arterie, né il cervello, né il midollo allungato o il bulbo encefalico. L'esperto chirurgo e artigiano John Bradmore, dopo il fallimento di diversi medici di corte, riuscì a estrarre la freccia con un attrezzo metallico di sua invenzione, dopo aver disinfettato la ferita con miele e vino, e il principe superò anche l'infezione rimanendo solo parzialmente sfigurato.
Enrico, in questo quinquennio di torbidi eventi, dimostrò le proprie capacità militari contribuendo alla vittoria su Henry Percy (che in linea dinastica era il vero erede al trono) nella battaglia di Shrewsbury del 21 luglio del 1403. Sconfitto questo e morto Roberto di Scozia, a Owen Glydnwr non rimase che il fiacco supporto di Carlo VI di Francia, il quale presto abbandonò il rivoltoso gallese al suo destino (1409).

#### L'opposizione al padre (1410-1413)
In virtù anche di questi meriti sul campo il giovane principe fu nominato presidente del consiglio privato della corona nel 1410, assumendo sempre di più una posizione di predominio a causa della cattiva salute del padre. In tale incarico si distinse, grazie al supporto degli zii Henry e Thomas Beaufort, in una vivacissima contrapposizione alla politica del re suo padre e del suo cancelliere, l'arcivescovo Thomas Arundel: Monmouth non condivideva la politica del padre nei confronti della Francia e la sua arrendevolezza nei confronti di Arundel. Tale dissidio suscitò la disapprovazione del re, sentimento ostile che crebbe quando alcuni nobili del Parlamento gli proposero di abdicare in favore dell'erede al trono. Ciò lo spinse a una rapida destituzione dalla carica già nel 1411. Ma il 23 settembre 1412 Enrico di Monmouth arrivò a Londra con un numeroso seguito, e si presentò da solo di fronte al re, che lo abbracciò e lo perdonò: il futuro Enrico V fu giudicato e pienamente assolto. Enrico IV morì a Westminster, il 20 marzo 1413, ed Enrico di Monmouth ascese al trono inglese il giorno successivo, venendo poi incoronato nell'Abbazia di Westminster il 9 aprile.

### Il re d'Inghilterra

#### Politica interna (1413-1414)

##### I Lollardi

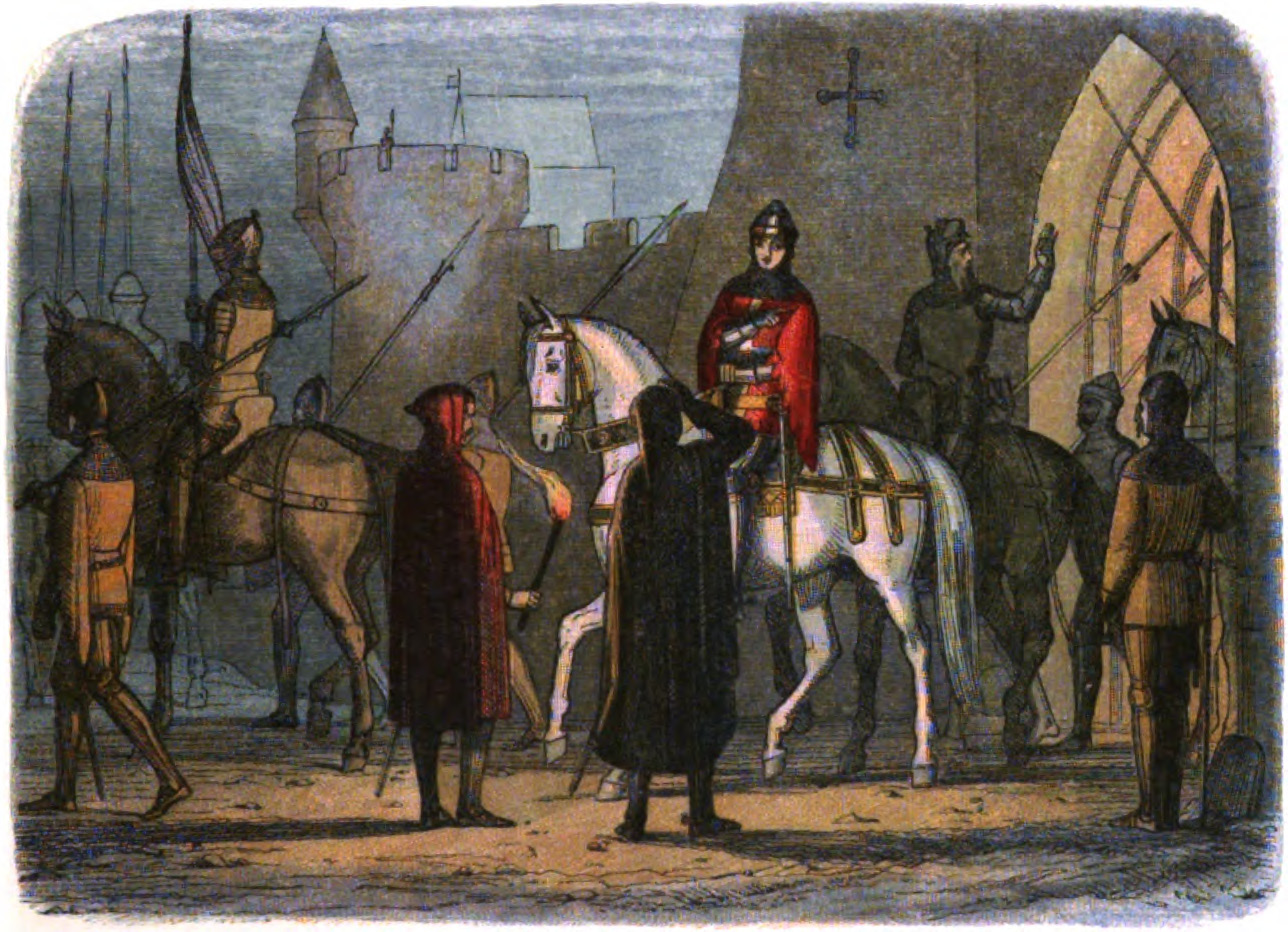
Enrico V marcia contro i Lollardi, illustrazione tratta dalla A Chronicle of England, 1864

I primi problemi che dovette affrontare furono di politica interna: all'inizio del 1414, Enrico dimostrò notevole risolutezza nella repressione dell'eresia lollarda, ispirata all'hussismo e diffusasi in Inghilterra sotto il regno di Riccardo II. Per l'opposizione ad Arundel, i lollardi pensavano che il principe di Galles fosse un simpatizzante del loro movimento, ma compresero l'ortodossia di Enrico soltanto quando questi ascese al trono. Sir John Oldcastle, vecchio amico di Enrico e leader dei lollardi, cercò di radunare, il 7 gennaio del 1414, i suoi confratelli a St Giles in the Fields, ma il re in persona li disperse, distruggendone il fronte interno.. Poi, nell'aprile del medesimo anno, il parlamento riunitosi a Leicester approvò nuove severissime misure contro gli eretici.
La rivolta dei lollardi, nonostante fosse stata colpita al principio del regno di Enrico e debellata entro il 1417 (quando Oldcastle fu catturato nelle Midlands e poi impiccato), continuerà a sussistere in forma clandestina fino alla Riforma anglicana, quando riaffiorerà con il crollo della Chiesa cattolica sul suolo inglese.

##### La congiura di Riccardo, conte di Cambridge
Nel luglio del 1415 il re represse una congiura nota come "Complotto di Southampton" ordita dai seguaci di Edmondo Mortimer, erede di Riccardo II. Nel luglio 1415, Edmondo fu messo a parte di una congiura guidata da suo cugino e cognato, Riccardo Plantageneto, III conte di Cambridge, della Casa di York, che si proponeva di porre Edmondo sul trono al posto di Enrico V. Edmondo, colto da un grave senso di colpa, corse a riferire il tutto al re, che perdonò Edmondo ma mandò al patibolo Riccardo.

##### Provvedimenti economici
In politica economica continuò il rapporto conflittuale con la Hansa. Tra il 1418 e il 1420, infatti, si verificò un incidente commerciale tra la città di Londra e i mercanti della Lega che vi risiedevano: la giunta municipale della capitale inglese, infatti, impose una tassa (la scot and lots) su tutti i mercanti stranieri, atto che suscitò le proteste dell'Hansa. Enrico V, da parte sua, sfruttò silenziosamente la cosa per danneggiare la potente lega commerciale, non facendo nulla di concreto per opporsi al degenerare dei rapporti e scrivendo solamente vaghe lettere di rinnovata amicizia con il leader dell'Hansa.

#### La guerra con la Francia

##### Premesse (1413-1414)

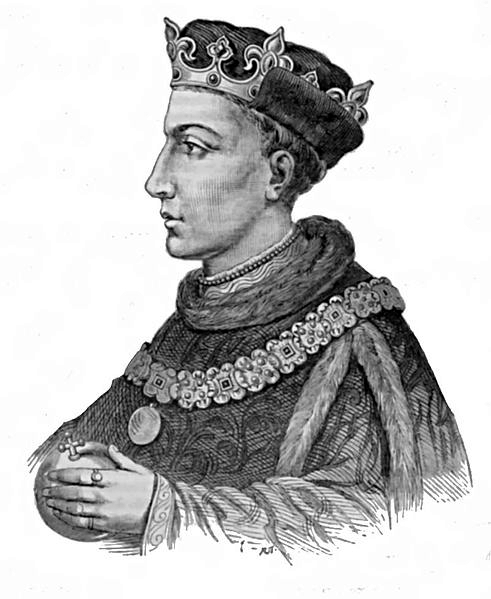
Enrico V d'Inghilterra, illustrazione estratta dalla History of England di Cassel, pubblicata intorno al 1902

Stendardo di Enrico V, con sopra un'antilope, suo distintivo araldico, che nell'araldica inglese ha lunghe corna dritte, una testa di drago, e il corpo da ungulato

La risoluzione dei problemi interni fu il prodromo necessario affinché il giovane sovrano potesse concentrarsi sul suo vero obiettivo: la sottomissione della Francia, azione politico-militare favorita tramite il recupero di vecchi diritti dinastici accampati, quasi un secolo prima, da Edoardo III. Infatti, già a partire dal mese di settembre 1413, Enrico V intraprese un'audace politica estera: approfittando anche della grave frattura fra il partito degli armagnacchi e quello dei borgognoni, il sovrano inglese finse di voler rinnovare il trattato di pace, con la vera intenzione di tenere sotto controllo l'evoluzione della politica interna francese. Il leader dei borgognoni, il duca Giovanni Senza Paura, fu il principale interlocutore del sovrano inglese, tanto che tra il 1413 e il 1414 furono intavolate delle trattative matrimoniali tra il giovane re e una figlia del duca di Borgogna.
L'alleanza tra i due prevedeva che, nel caso in cui Enrico avesse attaccato la Francia, Giovanni sarebbe rimasto neutrale e lo avrebbe riconosciuto come re, se Enrico avesse avuto il sopravvento. Sull'altro fronte, Enrico V, probabilmente già dalla fine di maggio del 1414, rivendicò ufficialmente il trono di Francia, chiedendo in sposa Caterina, la figlia di re Carlo VI, proposta che fu rifiutata per i titoli avanzati dal re d'Inghilterra. Il 31 maggio 1415, approfittando del degenerare degli eventi in seno al Regno di Francia, Enrico V tornò sull'offensiva, avanzando richieste territoriali inaccettabili: la Normandia, il Ponthieu, il Maine, l'Anjou, la Touraine, il Poitou e, infine, l'Aquitania nella sua estensione all'indomani del trattato di Bretigny del 1360, con l'aggiunta della Provenza. I messi francesi, sapendo bene che la Francia non era pronta a un conflitto aperto con l'Inghilterra, cercarono di controbattere concedendo la "signoria legale" dell'Aquitania piuttosto che la sua "sovranità diretta" e pagando un pesantissimo tributo. Enrico, reputando questa controfferta troppo esigua, rispose dichiarando guerra alla Francia.

##### La prima spedizione e la battaglia di Azincourt (1415)

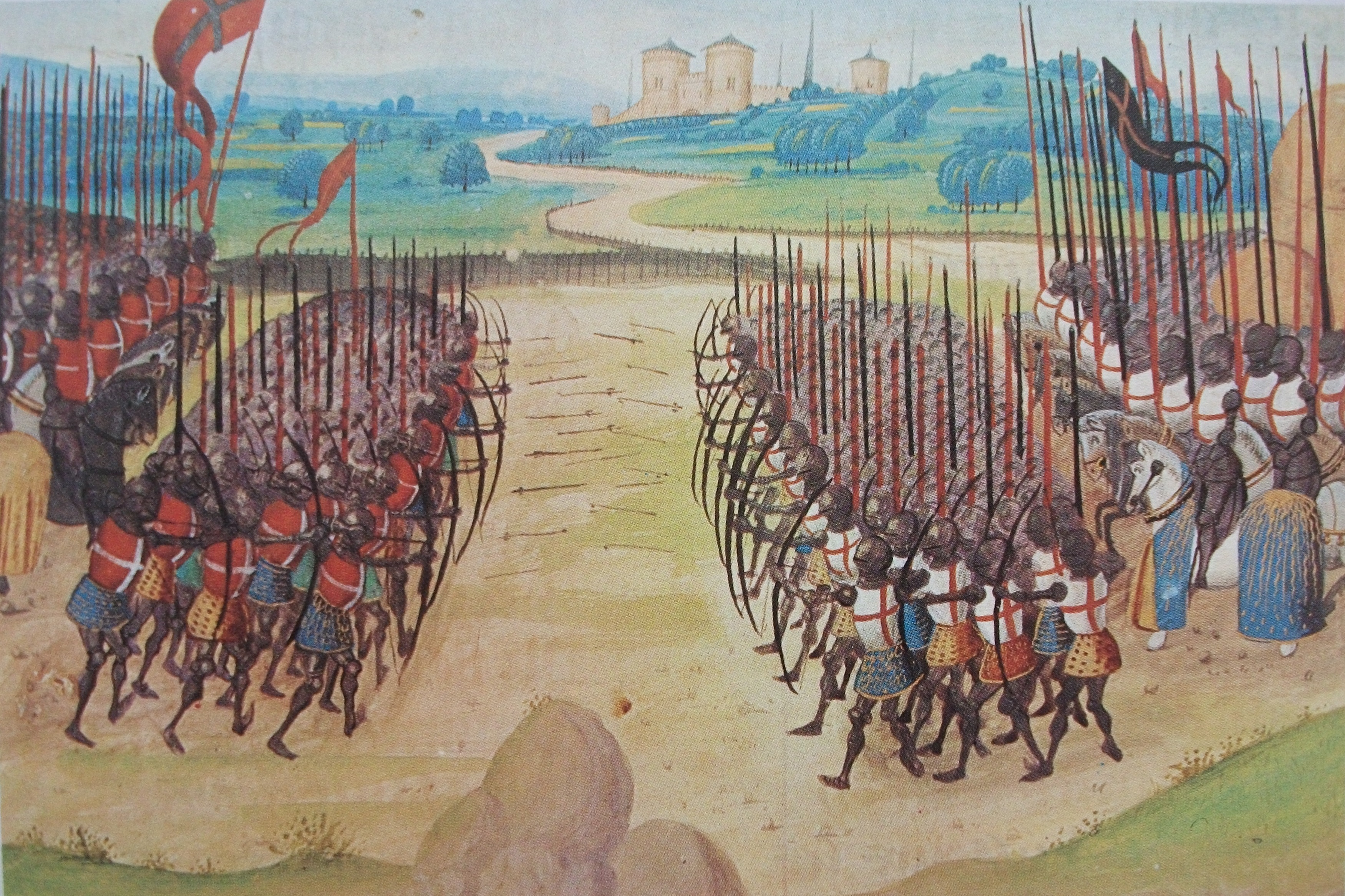
La Battaglia di Azincourt, estratto dalle Chroniques d'Enguerrand di Monstrelet, XV secolo. Con questa grande vittoria Enrico riuscì a riportare l'Inghilterra tra le grandi potenze europee dopo decenni di decadenza.

Dopo aver lasciato il fratello Giovanni, duca di Bedford, in qualità di luogotenente del Regno, Enrico V si accinse a partire per la Normandia nel mese di agosto del 1415. Il 13 di quel mese, la flotta inglese (forte di 1 500 vascelli) attraccò nei pressi di Le Havre, e alcuni giorni dopo l'esercito inglese assediò Harfleur, che cadde il 22 settembre. Enrico, conscio di come il suo esercito fosse stato decimato dalle malattie e dalla fame e di come l'estate stesse rapidamente finendo, ritenne saggio raggiungere il porto di Calais donde poi ritornare in Inghilterra, ma arrivato in Piccardia si trovò di fronte l'armata francese, almeno tre volte più grande della sua. L'esercito francese avrebbe potuto essere ancora più numeroso se fosse stata accettata l'offerta di aiuto di Giovanni Senza Paura, che fu respinta a causa delle diatribe tra il duca di Borgogna e il connestabile Charles d'Albret, leader degli armagnacchi.

Secondo Stendardo Personale di Enrico V con sopra un cigno e dei tronchi tagliati per le sue parentele con i conti di Hereford

Nonostante le pessime condizioni meteorologiche e la fangosità del terreno, verso le 10 del mattino del 25 ottobre del 1415, giorno di San Crispino, i francesi capitanati dal D'Albret ingaggiarono battaglia nei pressi del villaggio di Azincourt. Alle quattro del pomeriggio, la battaglia era finita con un disastro francese: rispetto ai 500 morti di parte inglese, dal lato francese morirono tra i 7 000 e i 15 000 uomini, tra cui i due fratelli di Giovanni Senza Paura, Antonio, Duca del Brabante e Filippo, Conte di Nevers, mentre il duca d'Orleans, Carlo, cadde prigioniero. La straordinaria vittoria conseguita dagli inglesi su un esercito molto più grande fu dovuta non soltanto agli impedimenti di natura meteorologica prima ricordati, ma anche per la differente organizzazione dei due eserciti. Infatti, se l'armata francese era composta principalmente dalla temibile cavalleria pesante, espressione dell'aristocrazia feudale, quella inglese poteva contare su una maggiore mobilità grazie alla fanteria e agli arcieri, preparati dopo lunghi e duri addestramenti. Questi ultimi furono fondamentali per la vittoria: i dardi scagliati dai loro archi a grande distanza non potevano essere evitati dalla cavalleria francese, che fu pertanto decimata.

##### Il 1416 e le trattative con Borgogna e Impero

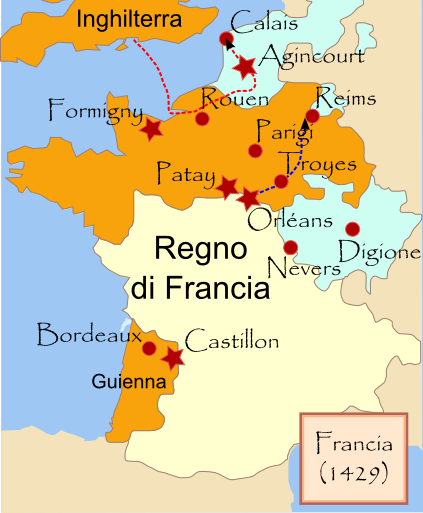
La Francia all'indomani del trattato di Troyes. Tale divisione territoriale della Francia tra l'area fedele al delfino Carlo e quella sotto il controllo degli anglo-borgognoni perdurerà fino al 1429, quando Giovanna D'Arco diede inizio al capovolgimento del conflitto.

Dopo essere ritornato a Londra nel mese di novembre Enrico, forte del sostegno popolare per la vittoria ottenuta, si preparò alla ripresa delle ostilità e con una fortunata attività diplomatica prima ruppe l'alleanza tra i francesi e l'imperatore Sigismondo, attraverso la stipulazione del trattato di Canterbury, del 15 agosto 1416. Con tale atto diplomatico, Enrico sostenne l'azione diplomatica svolta da Sigismondo nel Concilio di Costanza per porre fine allo Scisma d'Occidente; da parte sua, Sigismondo si dichiarò favorevole a riconoscere la legittimità della guerra intrapresa da Enrico stesso. L'8 ottobre, il sovrano Lancaster rinsaldò l'alleanza con Giovanni Senza Paura incontrandolo a Calais, dove pare che Giovanni fosse disposto a riconoscere Enrico V re di Francia. La Francia, nel frattempo, stava sempre più sprofondando nella completa anarchia: la sconfitta navale subita alla foce della Senna il 15 agosto del 1416, il fallimento delle trattative diplomatiche per evitare la coalizione con Sigismondo e la morte, nell'aprile del 1417, del delfino di Francia, Giovanni, contribuirono a demoralizzare la corte francese. Considerata la follia di Carlo VI, la minaccia perenne del duca di Borgogna e la recente disfatta dell'esercito francese, Enrico poté continuare a rivendicare la corona di Francia, anche per la giovane età del nuovo delfino, il quattordicenne Carlo.

##### Prosecuzione della guerra e conquista della Normandia (1417-1419)
Nell'estate del 1417 ripresero le ostilità. Enrico V, ottenuti i finanziamenti dal Parlamento, sbarcò a Trouville con 12 000 uomini il 1º agosto e, dopo aver conquistato in meno di un anno la Normandia, il 29 luglio 1418 si presentò davanti a Rouen, assediandola.
Nello stesso tempo Giovanni era avanzato su Parigi, dove fu accolto come un liberatore il 14 luglio, due mesi dopo che i cittadini della capitale uccisero Bernardo VII d'Armagnac. Il Duca si atteggiò a protettore del re e prese, ufficiosamente, il comando delle operazioni contro gli inglesi, non facendo però nulla per evitare la resa di Rouen, il 20 gennaio 1419. Ora la Normandia era tutta inglese, con l'eccezione di Mont-Saint-Michel, ed Enrico, per tutto il biennio 1419-1420, poté muoversi liberamente nel Nord della Francia, conquistando Pontoise (città alle porte di Parigi) il 30 luglio 1419.

#### Il Trattato di Troyes (1420)

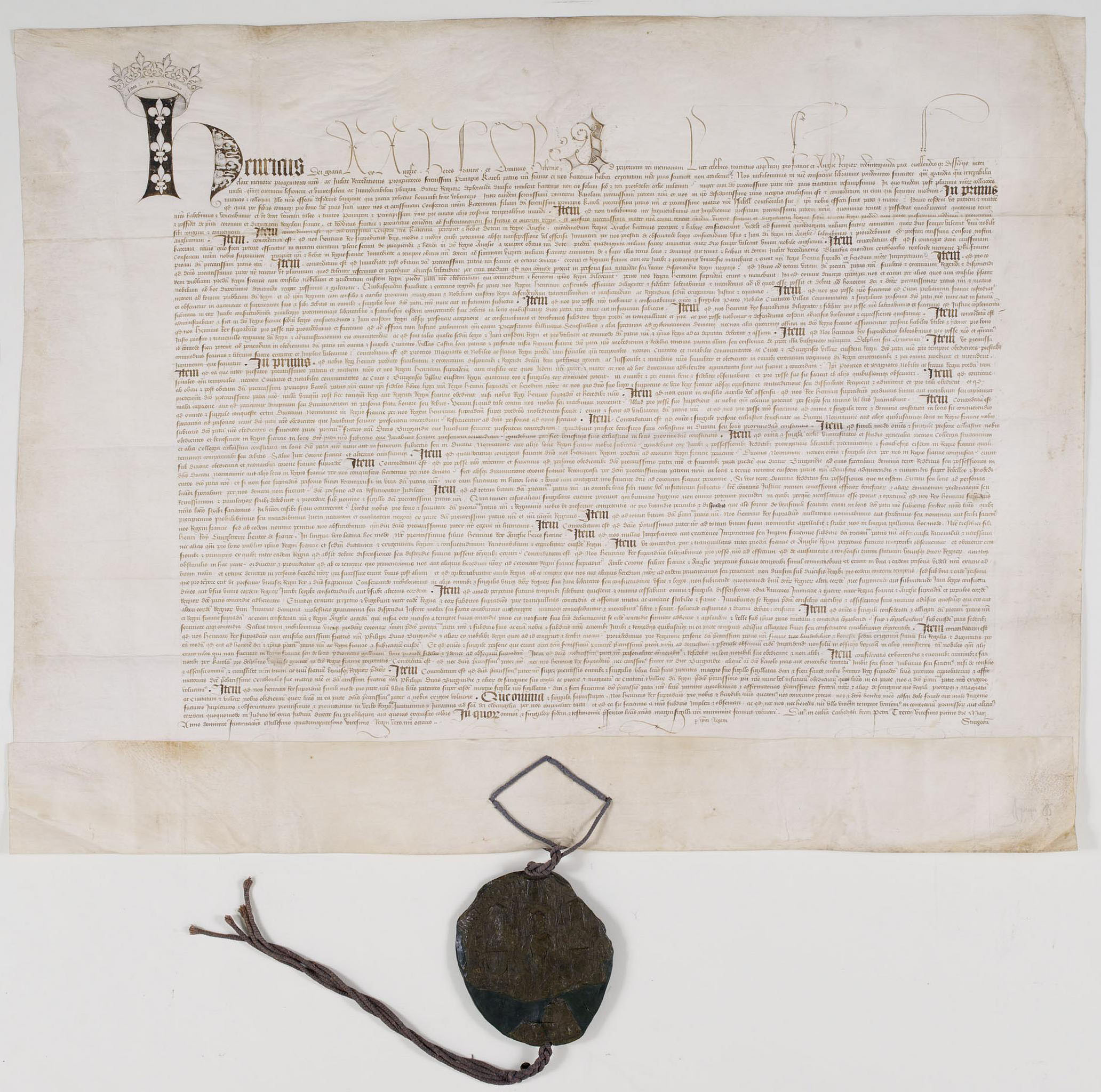
Manoscritto riportante le clausole firmate da Carlo VI ed Enrico V a Troyes il 21 maggio 1420, attualmente conservato presso gli Archivi nazionali (Numero d'inventario: AE/III/254)

Nel corso del 1419, il duca Giovanni Senza Paura si era riavvicinato al delfino Carlo per contrastare la presenza inglese in Francia. Durante le trattative Giovanni venne però assassinato a Montereau (10 settembre) e il nuovo duca, il figlio Filippo III, accusò Carlo (che era anche suo cognato), di aver progettato l'omicidio del padre, arrivando alla conclusione che per i Borgognoni era preferibile l'alleanza con gli Inglesi a quella con gli Armagnacchi. Nel frattempo, la moglie di Carlo VI, l'intrigante Isabella di Baviera, scongiurò Enrico di vendicare l'omicidio del duca Giovanni, di punire il presunto assassino e di raggiungere Parigi. Ormai la guerra era finita: con il trattato di Troyes (21 maggio 1420), si riconosceva Enrico, che era stato adottato dai reali francesi, reggente di Francia ed erede di Carlo VI in luogo dell'erede legittimo, il delfino Carlo. Gli accordi prevedevano anche il matrimonio tra Enrico e Caterina di Valois, figlia del sovrano francese, matrimonio che fu celebrato il 2 giugno del 1420.

#### Lozenitpolitico e la morte di Enrico

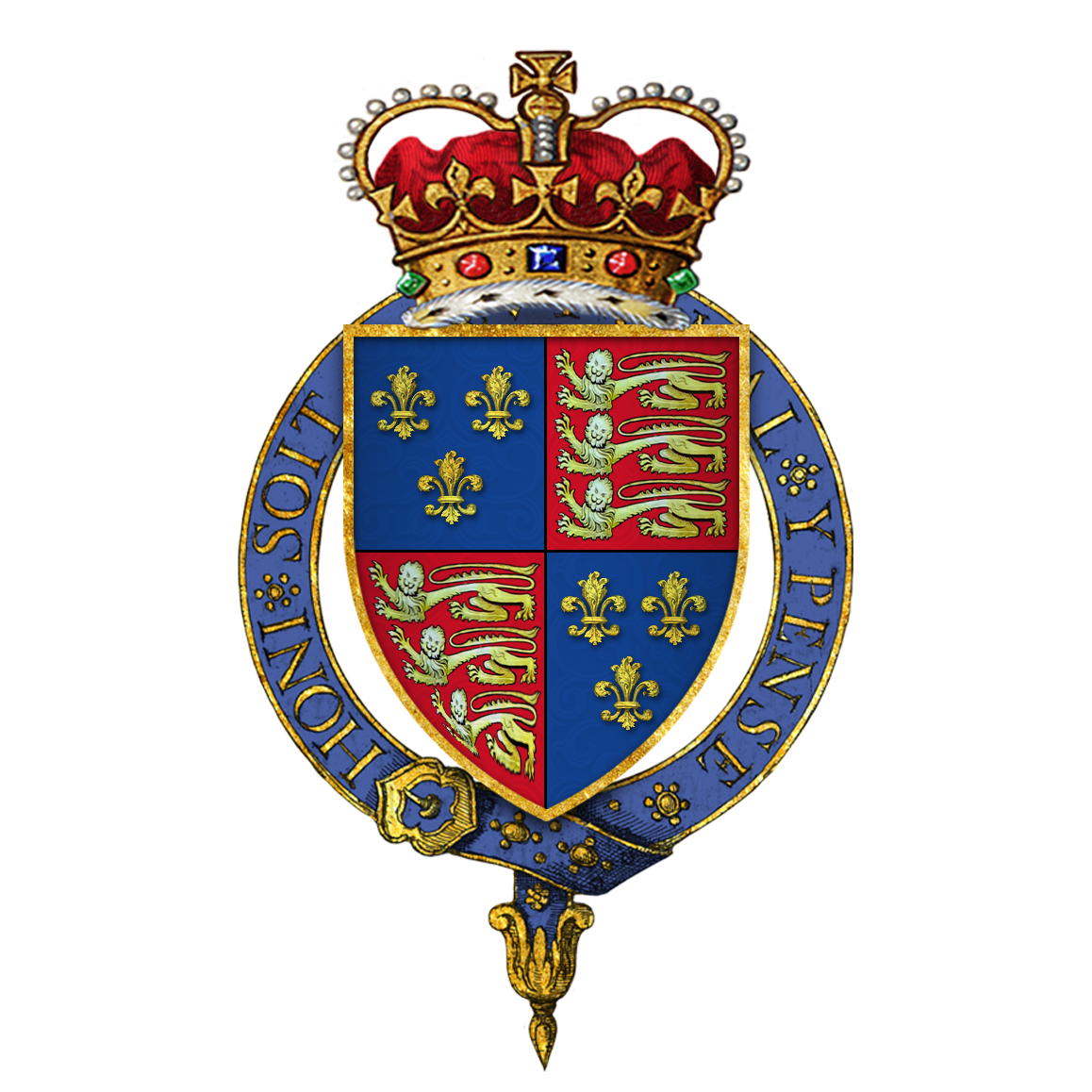
Stemma di Enrico V

La Francia si trovò così spaccata in due, quella controllata dai borgognoni e dagli inglesi, e quella sotto il controllo del Delfino e gli armagnacchi. Nonostante gli armagnacchi non intendessero riconoscere le clausole di Troyes e la nuova linea di successione, all'alba del 1421 Enrico era divenuto non soltanto il padrone virtuale del regno francese, ma anche l'arbitro della politica europea, grazie agli accordi con Sigismondo. Nel 1421 la sconfitta (e morte) nella battaglia di Baugé del fratello Tommaso, duca di Clarence, indussero Enrico V a scendere ancora nel continente, da dove apprese della nascita del figlio ed erede Enrico, avvenuta il 21 dicembre. Il re, però, non avrà più l'occasione di vedere il figlio, in quanto morì di febbre tifoide il 31 agosto 1422 presso Vincennes.
Il suo corpo, dopo essere stato imbalsamato, fu trasportato a Rouen, donde fu infine traslato in Inghilterra e sepolto, dopo un solenne funerale il 7 novembre, nell'abbazia di Westminster a Londra. Nel 1422, oltre a Enrico V morì anche Carlo VI, per cui il nuovo re di Francia, oltre che re d'Inghilterra, divenne il neonato figlioletto Enrico, affidato alla tutela di un consiglio di reggenza composto da Enrico Beaufort, Giovanni duca di Bedford e Umfredo, duca di Gloucester.

## La figura di Enrico V

### Considerazioni storiografiche

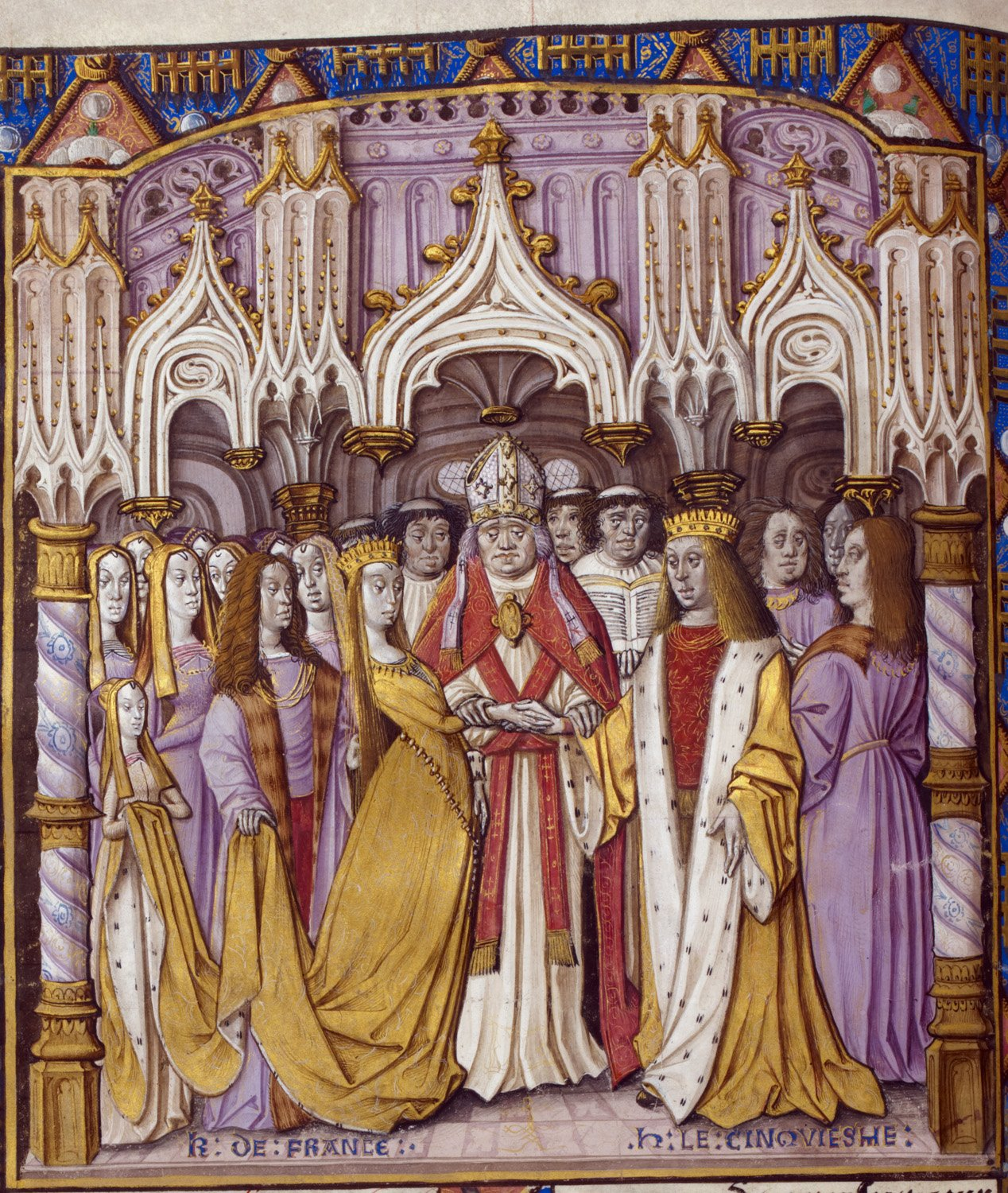
Matrimonio di Enrico con Caterina di Valois

#### Premesse generali
La figura di Enrico V è stata oggetto di una politica di mitizzazione da parte della tradizione storiografica e letteraria inglese, rendendo il sovrano Lancaster uno dei più fulgidi simboli del patriottismo e il prototipo dell'eroe medievale, per via della sua mentalità cavalleresca. Indubbiamente, i successi di Enrico furono straordinari: la fulminea stabilizzazione del reame, il genio tattico e l'abilità politica dimostrata nei confronti della Francia, dell'Impero e in occasione della ricomposizione della Chiesa sono il frutto delle sue qualità innate. La potenza politico-militare che l'Inghilterra raggiunse sotto il suo scettro, di conseguenza, favorì la nascita di una storiografia ampiamente favorevole a Enrico V, che già si può riscontrare sotto il suo regno dalle cronache lui coeve.

#### Le testimonianze dei contemporanei
Lo storico Tyler James Endell (1789-1851), nel suo importante lavoro di ricostruzione della figura di Enrico V (il saggio Henry of Monmouth, pubblicato nel 1838), esaminò le testimonianze scritte dei contemporanei del re Lancaster, delineandone un profilo estremamente positivo e virtuoso:
(Endell, p. 322)

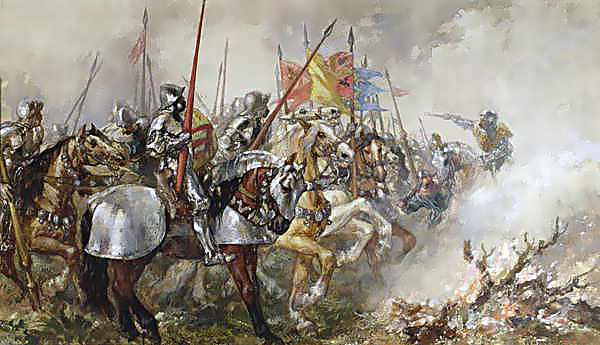
John Gilbert, Re Enrico V alla Battaglia di Agincourt, XIX secolo

Endell, per delineare un quadro così virtuoso di Enrico V, lesse le testimonianze degli Ypodigma Neustriae del monaco Thomas Walsingham (datate intorno al 1419 e dedicate al sovrano), e quelle degli scritti dei poeti John Lydgate e di Thomas Occleve, esaltanti le sue imprese militari in Francia. La consultazione di tali fonti così sfacciatamente di parte impedisce una chiara valutazione storiografica presso i contemporanei, cosa che può essere smentita, però, dalla sicurezza con cui Enrico V attuò la sua ambiziosa politica estera. Infatti, la piena sintonia del sovrano con le aspettative del popolo inglese sono un tacito segnale della popolarità che il sovrano godeva in ampi strati del Regno. Altra importante testimonianza storica contemporanea, che verrà usata poi da Shakespeare per il suo Enrico V, sono gli Henrici Quinti Angliae Regis Gesta. Gli stessi cronachisti francesi contemporanei alla campagna francese di Enrico V, quali Wavrin, Jean Chartier e Chastellain, riconobbero che «nonostante fosse stato loro nemico, fu davvero un grande personaggio».

#### Nei secoli successivi
Sotto la dinastia Tudor (specialmente da parte di Enrico VIII, che sognava di emulare le imprese belliche del predecessore) la memoria di Enrico V fu oggetto di una vera e propria propaganda patriottica. I Chronicles di Raphael Holinshed, pubblicati per la prima volta nel 1577 sotto il regno di Elisabetta I, influenzarono profondamente il teatro storico di William Shakespeare, il quale cristallizzò la figura di Enrico V nel sovrano virtuoso, affabile e pio che la tradizione storiografica dell'età moderna non ha messo in discussione.

### Enrico V nella letteratura e nel cinema

#### Shakespeare

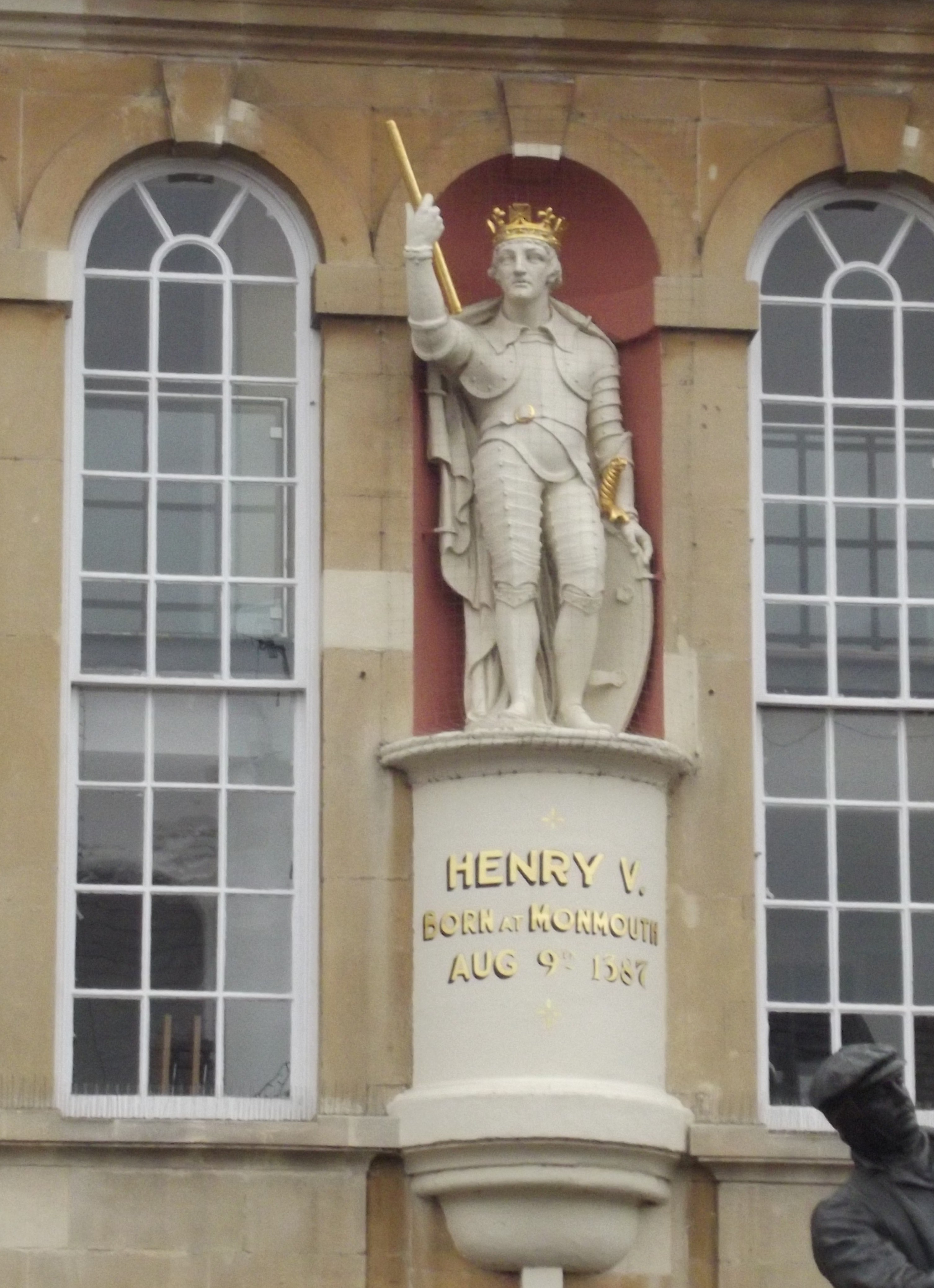
Statua di Enrico V ad Agincourt Square, nella località di Monmouth

Sul personaggio di Enrico V William Shakespeare incentrò il suo omonimo dramma storico, dove il sovrano appare come il più puro eroe dell'epopea nazionale. Già nell'Enrico IV Shakespeare aveva introdotto la figura dell'allora principe di Galles (chiamato nel dramma con il soprannome di Hal), delineandolo come un giovane in piena evoluzione psicologica, all'inizio estremamente impulsivo e dedito alle gozzoviglie, per poi maturare verso la fine della rappresentazione. Enrico, divenuto sovrano, incarnò in sé tutti quei tratti virtuosi che contraddistinguevano l'etica cavalleresca: forte senso della giustizia, grande religiosità, risolutezza e sicurezza nelle proprie azioni. Un manifesto esempio di questa forte personalità è testimoniato dal discorso che Enrico tenne alle truppe la sera prima dell'inizio della battaglia di Agincourt, capolavoro della retorica patriottica e nazionale. La rievocazione teatrale che Shakespeare realizzò, però, è stata modellata su precise necessità politico-ideologiche proprie dell'Inghilterra elisabettiana: la figura di Enrico V, infatti, assurse a quella del simbolo per eccellenza dell'unità nazionale del popolo inglese riunito sotto il comando del monarca.

#### Nella cultura di massa
Dall'opera shakespeariana sono stati tratti tre film e una serie televisiva:
- Enrico V (film del 1944), diretto da Laurence Olivier, che vi interpreta anche la parte di Enrico[72].
- Enrico V (film del 1989), diretto da Kenneth Branagh, che vi interpreta anche la parte di Enrico[73].
- Enrico V (Henry V), episodio della miniserie The Hollow Crown (2012), prodotto dalla BBC, diretto da Thea Sharrock e con attore protagonista Tom Hiddleston[74].
- Il re (film del 2019), diretto da David Michôd, scritto da Michôd e Joel Edgerton e con attore protagonista Timothée Chalamet.

Inoltre in una scena del film Anonymous (2011) si vede recitare parte dell'opera.

## Ascendenza
|                                            |                  |                                          | Genitori                                    |  |  | Nonni |  |  | Bisnonni                  |  |  | Trisnonni                |  |
|                                            |                  |                                          |                                             |  |  |       |  |  | Edoardo III d'Inghilterra |  |  | Edoardo II d'Inghilterra |  |
|                                            |                  |                                          |                                             |  |  |       |  |  | Edoardo III d'Inghilterra |  |  | Edoardo II d'Inghilterra |  |
|                                            |                  | Isabella di Francia                      |                                             |  |  |       |  |  | Edoardo III d'Inghilterra |  |  |                          |  |
| Giovanni Plantageneto, I duca di Lancaster |                  |                                          |                                             |  |  |       |  |  | Edoardo III d'Inghilterra |  |  |                          |  |
|                                            |                  | Filippa di Hainaut                       | Guglielmo I di Hainaut                      |  |  |       |  |  |                           |  |  |                          |  |
|                                            |                  | Filippa di Hainaut                       | Guglielmo I di Hainaut                      |  |  |       |  |  |                           |  |  |                          |  |
|                                            |                  | Filippa di Hainaut                       | Giovanna di Valois                          |  |  |       |  |  |                           |  |  |                          |  |
| Enrico IV d'Inghilterra                    |                  | Filippa di Hainaut                       |                                             |  |  |       |  |  |                           |  |  |                          |  |
|                                            |                  | Enrico Plantageneto, I duca di Lancaster | Enrico Plantageneto, III conte di Lancaster |  |  |       |  |  |                           |  |  |                          |  |
|                                            |                  | Enrico Plantageneto, I duca di Lancaster | Enrico Plantageneto, III conte di Lancaster |  |  |       |  |  |                           |  |  |                          |  |
|                                            |                  | Enrico Plantageneto, I duca di Lancaster | Maud Chaworth                               |  |  |       |  |  |                           |  |  |                          |  |
| Bianca di Lancaster                        |                  | Enrico Plantageneto, I duca di Lancaster |                                             |  |  |       |  |  |                           |  |  |                          |  |
|                                            |                  | Isabella di Beaumont                     | Enrico di Beaumont                          |  |  |       |  |  |                           |  |  |                          |  |
|                                            |                  | Isabella di Beaumont                     | Enrico di Beaumont                          |  |  |       |  |  |                           |  |  |                          |  |
|                                            |                  | Isabella di Beaumont                     | Alice Comyn                                 |  |  |       |  |  |                           |  |  |                          |  |
| Enrico V d'Inghilterra                     |                  | Isabella di Beaumont                     |                                             |  |  |       |  |  |                           |  |  |                          |  |
|                                            | William di Bohun | Humphrey de Bohun, IV conte di Hereford  |                                             |  |  |       |  |  |                           |  |  |                          |  |
|                                            | William di Bohun | Humphrey de Bohun, IV conte di Hereford  |                                             |  |  |       |  |  |                           |  |  |                          |  |
|                                            | William di Bohun | Elisabetta di Rhuddlan                   |                                             |  |  |       |  |  |                           |  |  |                          |  |
| Humphrey di Bohun                          | William di Bohun |                                          |                                             |  |  |       |  |  |                           |  |  |                          |  |
|                                            |                  | Elisabetta di Badlesmere                 | Bartholomew de Badlesmere                   |  |  |       |  |  |                           |  |  |                          |  |
|                                            |                  | Elisabetta di Badlesmere                 | Bartholomew de Badlesmere                   |  |  |       |  |  |                           |  |  |                          |  |
|                                            |                  | Elisabetta di Badlesmere                 | Margherita de Clare                         |  |  |       |  |  |                           |  |  |                          |  |
| Maria di Bohun                             |                  | Elisabetta di Badlesmere                 |                                             |  |  |       |  |  |                           |  |  |                          |  |
|                                            |                  | Richard FitzAlan                         | Edmund FitzAlan                             |  |  |       |  |  |                           |  |  |                          |  |
|                                            |                  | Richard FitzAlan                         | Edmund FitzAlan                             |  |  |       |  |  |                           |  |  |                          |  |
|                                            |                  | Richard FitzAlan                         | Alice de Warenne                            |  |  |       |  |  |                           |  |  |                          |  |
| Joan FitzAlan                              |                  | Richard FitzAlan                         |                                             |  |  |       |  |  |                           |  |  |                          |  |
|                                            |                  | Eleonora di Lancaster                    | Enrico Plantageneto, III conte di Lancaster |  |  |       |  |  |                           |  |  |                          |  |
|                                            |                  | Eleonora di Lancaster                    | Enrico Plantageneto, III conte di Lancaster |  |  |       |  |  |                           |  |  |                          |  |
|                                            |                  | Eleonora di Lancaster                    | Maud Chaworth                               |  |  |       |  |  |                           |  |  |                          |  |
|                                            |                  | Eleonora di Lancaster                    |                                             |  |  |       |  |  |                           |  |  |                          |  |

## Discendenza
Il 2 giugno 1420, a Troyes, Francia, Enrico sposò Caterina di Valois, figlia del re di Francia Carlo VI e di Isabella di Baviera. Caterina diede a Enrico un unico figlio, Enrico VI di Windsor, re d'Inghilterra.